# Il mondo ai loro piedi
Il mondo ai loro piedi (The World at Their Feet) è un film del 1970 diretto da Alberto Isaac. È il film documentario ufficiale sul campionato mondiale di calcio 1970 svoltosi in Messico dal 31 maggio al 21 giugno 1970.

## Trama
Dopo la vittoria dell'Inghilterra al Mondiale 1966, nel 1970 il torneo si tiene in Messico: tra le favorite, oltre agli inglesi campioni uscenti, rientrano la Germania Ovest, il Brasile e l'Italia. La competizione si apre con il pareggio tra Messico e Unione Sovietica: entrambe passeranno il girone, accedendo ai quarti di finale.
Altri incontri della fase a gironi raccontati sono Brasile-Inghilterra (gruppo 3), Italia-Svezia (gruppo 2) e Perù-Bulgaria (gruppo 4). Le otto squadre che accedono ai quarti di finale sono URSS, Messico (gruppo 1), Italia, Uruguay (gruppo 2), Brasile, Inghilterra (gruppo 3), Germania Ovest e Perù (gruppo 4).
Le gare dei quarti di finale narrate sono Germania Ovest-Inghilterra e Italia-Messico, entrambe disputate il 14 giugno. Nella prima partita, gli inglesi si portano in vantaggio di due reti (con Mullery e Peters) ma vengono poi ripresi (a segno Beckenbauer e Seeler): la Germania Ovest vince poi ai tempi supplementari, con una rete di Gerd Müller. L'Italia sconfigge invece i padroni di casa, dopo essere andata in svantaggio: gli azzurri tornano tra le prime quattro al Mondo, per la prima volta dal 1938.
A completare il tabellone sono le due sudamericane Brasile ed Uruguay, che hanno eliminato rispettivamente Perù e URSS. Nella prima semifinale, giocata a Guadalajara, i verdeoro superano per 3-1 la Celeste vendicando il Maracanazo. L'altro incontro, giocato a Città del Messico tra italiani e tedeschi, passa alla storia come la partita del secolo: ad andare in vantaggio sono gli Azzurri con Boninsegna, prima che Schnellinger pareggi i conti a pochi istanti dal 90'. Ai supplementari accade di tutto, ma alla fine è l'Italia a prevalere per 4-3.
Il 21 giugno, nello stesso stadio, Italia e Brasile si affrontano per la conquista del titolo mondiale: dopo che il primo tempo si è concluso in parità, nella ripresa i verdeoro mettono in mostra il "futbol bailado" vincendo l'incontro per 4-1 e laureandosi campioni del Mondo per la terza volta.
Il racconto del torneo si incrocia con quello del piccolo Martin che, sognando di veder giocare i suoi calciatori preferiti, si intrufola nello Stadio Azteca e assiste alle partite finché la madre non lo vede in TV e non lo riporta a casa dopo la finale.